# Gornja Trepča (Čačak)
Gornja Trepča (Servisch cyrillisch Горња Трепча) is een plaats in de Servische gemeente Čačak. De plaats telt 618 inwoners (2002).